# Open Gate – gymnázium a základní škola
Open Gate – gymnázium a základní škola je soukromé osmileté gymnázium s ubytováním na studentských kolejích a základní škola v Babicích u Prahy. Kampus byl vybudován v roce 2005 za finanční účasti Nadace Educa (roku 2011 sloučené s Nadací The Kellner Family Foundation), založili jej manželé Renáta a Petr Kellnerovi. Současným ředitelem školy je Petra Dobešová, zástupce ředitele pro gymnázium je Luděk Michalik, přičemž pro základní školu Marie Zicháčková .

## Historie školy
- 2005: založení gymnázia, první studenti nastoupili v akademickém roce 2005/2006[4]
- 2009: získání mezinárodní akreditace International Baccalaureate Diploma Programme[5] (tzv. mezinárodní maturita IB)
- 2010: otevřen pilotní ročník základní školy
- 2011: otevřen první stupeň (1.–5. třída) česko-anglické základní školy[6]
- 2012: dokončena nová budova základní školy a výstavba multifunkční haly v areálu Open Gate[7]
- 2014: rekonstrukce budovy gymnázia[7]
- 2019: rozšíření knihovní budovy s novými učebnami

## Zázemí

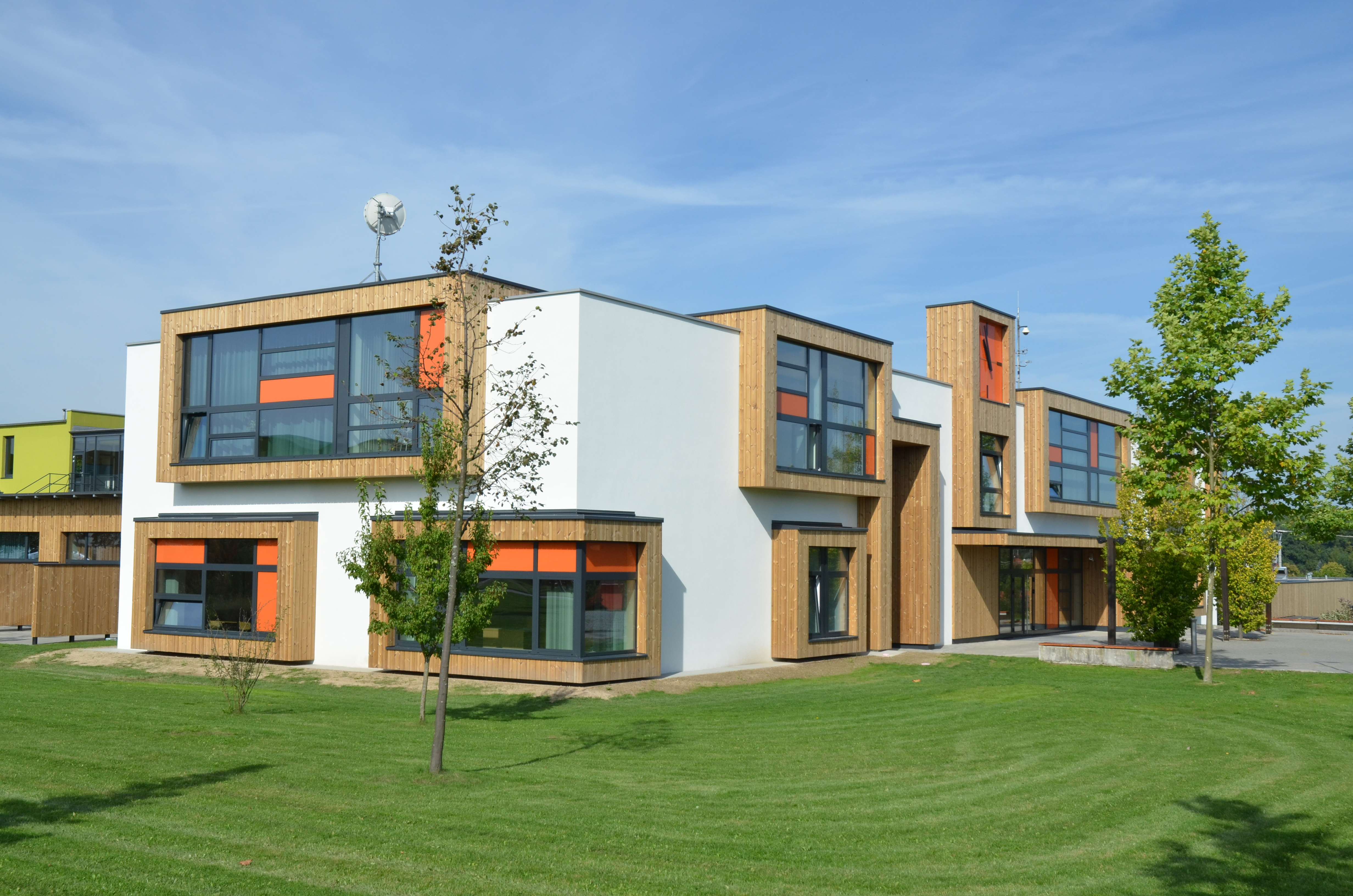
Open Gate School, Babice u Prahy. Pohled na hlavní budovu.

Areál školy v Babicích má rozlohu 7 hektarů a jeho vybudování stálo 250 miliónů Kč. Kromě školy a studentských kolejí zde žáci mají k dispozici knihovnu, budovu divadla, hospodářský statek, sportovní halu a jídelnu. Součástí školy je krytý bazén. V roce 2012 byla dokončena výstavba multifunkční sportovní haly. Před kolejemi je umístěno víceúčelové sportoviště. V roce 2019 byla rozšířena knihovna a doplněny nové učebny.
Žáci Open Gate v průběhu vyučování a jiných školou pořádaných akcích nosí školní uniformy.

## Gymnázium
Gymnázium je zakončeno českou maturitou nebo mezinárodní maturitou IB (International Baccalaureate Diploma Programme), případně oběma zkouškami. V roce 2019 zvládla absolventka gymnázia Open Gate Thea Kratochvílová mezinárodní maturitu IB na plný počet bodů a dostala se tak mezi dvě stovky nejlepších maturantů z celého světa. V roce 2020 získal plný počet bodů Matěj Rendla a v roce 2021 dosáhlo hodnocení s plným počtem bodů dokonce pět absolventů.
Od kvinty probíhá výuka v anglickém jazyce ve všech předmětech, kromě češtiny a českých reálií.
Přijímací řízení na gymnázium zahrnuje státní část přijímacího řízení, které připravuje agentura Cermat (test z českého jazyka a matematiky), školní část tvoří ústní pohovor a test studijních předpokladů.
Studenti se zapojují do britského programu Mezinárodní cena vévody z Edinburghu (anglicky The Duke of Edinburgh International Award, zkráceně též DofE). Mezi studenty oceněné v tomto programu patří například Filip Chalupa nebo Lukáš Kotlár.

## Základní škola
Vzdělávací program základní školy je vytvořen v souladu s Rámcovým vzdělávacím programem Ministerstva školství a tělovýchovy ČR a inspirovaný mezinárodně uznávaným programem IB „The Primary Years Programme“. Na škole se neznámkuje, používá se slovní hodnocení.

## Školné
Roční školné na Základní škole Open Gate je 215 000 Kč. Roční školné na gymnáziu Open Gate činí 282 000 Kč pro studenty, kteří do školy denně dojíždějí, a 620 000 Kč pro studenty bydlící během týdne na kolejích. Příspěvek na školné či plné školné ve formě sociálního stipendia (od Nadace The Kellner Family Foundation) získává nyní zhruba třetina studentů gymnázia. Studentům s mimořádnými studijními výsledky nabízí škola možnost získat akademické stipendium.
Na gymnáziu díky sociálním stipendiím Nadace The Kellner Family Foundation studovalo nebo studuje od roku 2005 celkem 357 studentů, což je zhruba polovina všech studentů Open Gate od založení gymnázia. Těmto studentům již bylo na stipendiích rozděleno přes 696 milionů korun.

## Pražská škola Open Gate
V červnu 2013 koupila skupina PPF firmu Maraflex podnikatele Františka Savova, a s ní i hotel Praha v Praze-Dejvicích na Hanspaulce. Záhy zveřejnila záměr část pozemků využít pro areál nové pobočky školy Open Gate. Demolice proběhla v roce 2013 metodou rozstříhání budovy.
Na místě zbouraného hotelu je nyní park. S výstavbou v dolní části areálu se mělo začít v lednu 2017 a v červnu 2018 měl být komplex školy dokončený. Nová pobočka školy Open Gate zde ale nakonec stát nebude. Důvodem tohoto rozhodnutí je skutečnost, že ani po více než dvou a půl letech se nepodařilo získat všechna potřebná povolení pro zahájení stavby.
Nadace The Kellner Family Foundation zřídí v dolní části areálu zbouraného hotelu Praha veřejně přístupnou venkovní galerii se sbírkou osmi soch a zahradních kompozic světově proslulého britského sochaře Tonyho Cragga. Součástí projektu bude i dětské hřiště.